# Colibrí de les Bahames
El colibrí de les Bahames (Nesophlox evelynae) és un ocell de la família dels troquílids (Trochilidae) que habita boscos poc densos, matolls i ciutats de les illes Bahames.

## Taxonomia
Inclòs antany al gènere Calliphlox, va ser separat d'ell i ubicat al gènere Nesophlox arran diversos treballs.
La població de Great i Little Inagua va ser separada com una espècie de ple dret: Nesophlox lyrura.